# Vanilla Ninja/Diskografie
Diese Diskografie ist eine Übersicht über die musikalischen Werke der estnischen Pop-Rock-Girlgroup Vanilla Ninja. Den Quellenangaben und Schallplattenauszeichnungen zufolge hat sie bisher mehr als 460.000 Tonträger verkauft. Ihre erfolgreichste Veröffentlichung ist das selbstbetitelte Debütalbum mit über 330.000 verkauften Einheiten.

## Alben

### Studioalben
| Jahr | Titel Musiklabel                | Höchstplatzierung, Gesamtwochen, AuszeichnungChartplatzierungen (Jahr, Titel, Musiklabel, Platzierungen, Wochen, Auszeichnungen, Anmerkungen) | Höchstplatzierung, Gesamtwochen, AuszeichnungChartplatzierungen (Jahr, Titel, Musiklabel, Platzierungen, Wochen, Auszeichnungen, Anmerkungen) | Höchstplatzierung, Gesamtwochen, AuszeichnungChartplatzierungen (Jahr, Titel, Musiklabel, Platzierungen, Wochen, Auszeichnungen, Anmerkungen) | Anmerkungen                                            |
| Jahr | Titel Musiklabel                | DE | AT | CH | Anmerkungen                                            |
| ---- | ------------------------------- | --- | --- | --- | ------------------------------------------------------ |
| 2003 | Vanilla Ninja TopTen            | — | — | — | Erstveröffentlichung: Mai 2003 Verkäufe: + 337.000     |
| 2004 | Traces of Sadness BROS Music    | DE3 Gold · (41 Wo.)DE | AT4 Gold · (33 Wo.)AT | CH14 (44 Wo.)CH | Erstveröffentlichung: 7. Juni 2004 Verkäufe: + 115.000 |
| 2005 | Blue Tattoo BROS Music          | DE4 (8 Wo.)DE | AT7 (12 Wo.)AT | CH4 (24 Wo.)CH | Erstveröffentlichung: 14. März 2005 Verkäufe: + 10.000 |
| 2006 | Love Is War EMI/Capitol Records | DE16 (5 Wo.)DE | AT29 (3 Wo.)AT | CH14 (9 Wo.)CH | Erstveröffentlichung: 19. Mai 2006                     |
| 2021 | Encore BROS Music               | DE13 (1 Wo.)DE | AT44 (1 Wo.)AT | CH31 (2 Wo.)CH | Erstveröffentlichung: 8. Oktober 2021                  |

### Kompilationen
| Jahr | Titel Musiklabel   | Höchstplatzierung, Gesamtwochen, AuszeichnungChartplatzierungen (Jahr, Titel, Musiklabel, Platzierungen, Wochen, Auszeichnungen, Anmerkungen) | Höchstplatzierung, Gesamtwochen, AuszeichnungChartplatzierungen (Jahr, Titel, Musiklabel, Platzierungen, Wochen, Auszeichnungen, Anmerkungen) | Höchstplatzierung, Gesamtwochen, AuszeichnungChartplatzierungen (Jahr, Titel, Musiklabel, Platzierungen, Wochen, Auszeichnungen, Anmerkungen) | Anmerkungen                            |
| Jahr | Titel Musiklabel   | DE | AT | CH | Anmerkungen                            |
| ---- | ------------------ | --- | --- | --- | -------------------------------------- |
| 2005 | Best Of BROS Music | — | — | CH70 (4 Wo.)CH | Erstveröffentlichung: 2. Dezember 2005 |

## Singles
| Jahr | Titel Album                            | Höchstplatzierung, Gesamtwochen, AuszeichnungChartplatzierungen (Jahr, Titel, Album, Platzierungen, Wochen, Auszeichnungen, Anmerkungen) | Höchstplatzierung, Gesamtwochen, AuszeichnungChartplatzierungen (Jahr, Titel, Album, Platzierungen, Wochen, Auszeichnungen, Anmerkungen) | Höchstplatzierung, Gesamtwochen, AuszeichnungChartplatzierungen (Jahr, Titel, Album, Platzierungen, Wochen, Auszeichnungen, Anmerkungen) | Anmerkungen                                                  |
| Jahr | Titel Album                            | DE | AT | CH | Anmerkungen                                                  |
| ---- | -------------------------------------- | --- | --- | --- | ------------------------------------------------------------ |
| 2003 | Club Kung Fu Vanilla Ninja             | DE95 (2 Wo.)DE | — | — | Erstveröffentlichung: 3. Februar 2003                        |
| 2003 | Tough Enough Traces of Sadness         | DE13 (21 Wo.)DE | AT16 (21 Wo.)AT | CH52 (20 Wo.)CH | Erstveröffentlichung: 24. November 2003                      |
| 2004 | Don’t Go Too Fast Traces of Sadness    | DE23 (10 Wo.)DE | AT21 (13 Wo.)AT | — | Erstveröffentlichung: 22. März 2004                          |
| 2004 | Liar Traces of Sadness                 | DE23 (9 Wo.)DE | AT22 (13 Wo.)AT | CH43 (8 Wo.)CH | Erstveröffentlichung: 24. Mai 2004                           |
| 2004 | When the Indians Cry Traces of Sadness | DE8 (13 Wo.)DE | AT7 (15 Wo.)AT | CH27 (11 Wo.)CH | Erstveröffentlichung: 23. August 2004 Original: Chris Norman |
| 2004 | Blue Tattoo                            | DE9 (15 Wo.)DE | AT12 (20 Wo.)AT | CH22 (15 Wo.)CH | Erstveröffentlichung: 15. November 2004                      |
| 2005 | I Know Blue Tattoo                     | DE13 (5 Wo.)DE | AT17 (11 Wo.)AT | CH27 (14 Wo.)CH | Erstveröffentlichung: 27. Februar 2005                       |
| 2005 | Cool Vibes Blue Tattoo                 | DE42 (9 Wo.)DE | AT58 (6 Wo.)AT | CH17 (9 Wo.)CH | Erstveröffentlichung: 30. Mai 2005 ESC 2005 (8/24)           |
| 2005 | Megamix Best Of                        | DE79 (7 Wo.)DE | — | CH66 (4 Wo.)CH | Erstveröffentlichung: 25. November 2005                      |
| 2006 | Dangerzone Love Is War                 | DE21 (9 Wo.)DE | AT23 (8 Wo.)AT | CH18 (8 Wo.)CH | Erstveröffentlichung: 21. April 2006                         |
| 2006 | Rockstarz Love Is War                  | DE86 (1 Wo.)DE | — | — | Erstveröffentlichung: 8. September 2006                      |
| 2021 | Gotta Get It Right Encore              | — | — | — | Erstveröffentlichung: 18. Juni 2021                          |
| 2021 | No Regrets Encore                      | — | — | — | Erstveröffentlichung: 16. Juli 2021                          |
| 2021 | The Reason Is You Encore               | — | — | — | Erstveröffentlichung: 20. August 2021                        |
| 2021 | Incredible Encore                      | — | — | — | Erstveröffentlichung: 24. September 2021                     |
| 2022 | Encore ʼ22 –                           | — | — | — | Erstveröffentlichung: 4. März 2022                           |
| 2024 | Sting of a Scorpion –                  | — | — | — | Erstveröffentlichung: 19. Juli 2024                          |

## Videoalben und Musikvideos

### Videoalben
| Jahr | Titel Musiklabel                               | Anmerkungen                                                                                |
| ---- | ---------------------------------------------- | ------------------------------------------------------------------------------------------ |
| 2004 | Traces of Sadness (Live in Estonia) BROS Music | Erstveröffentlichung: 30. August 2004 Verkäufe werden in DE Traces of Sadness hinzuaddiert |
| 2005 | Best Of – The Video Collection BROS Music      | Erstveröffentlichung: 2. Dezember 2005 Verkäufe werden in DE Best Of hinzuaddiert          |

### Musikvideos
| Jahr | Titel                     | Regisseur(e)                                                       |
| ---- | ------------------------- | ------------------------------------------------------------------ |
| 2002 | Nagu Rockstaar            |                                                                    |
| 2003 | Tough Enough              | Christoph Mangler, Mathias Vielsäcker                              |
| 2004 | Don’t Go Too Fast         | Christoph Mangler, Mathias Vielsäcker                              |
| 2004 | Liar                      | Carsten Gutschmidt, Conchita Soares, Enrico Swienty, Bernard Wedig |
| 2004 | When the Indians Cry      | Christoph Mangler                                                  |
| 2004 | Blue Tattoo               | David Brandes, Sascha Kramer                                       |
| 2005 | I Know (2 Versionen)      | Sascha Kramer                                                      |
| 2005 | Cool Vibes                |                                                                    |
| 2005 | Megamix                   |                                                                    |
| 2006 | Dangerzone                | Jeffrey Lisk, Bernd Possardt                                       |
| 2006 | Rockstarz                 | Sandra Marschner                                                   |
| 2021 | Gotta Get It Right        | Oliver Sommer                                                      |
| 2021 | No Regrets                | Oliver Sommer                                                      |
| 2021 | The Reason Is You         |                                                                    |
| 2021 | Incredible                | Oliver Sommer                                                      |
| 2021 | Driving Through the Night | Oliver Sommer                                                      |
| 2021 | Waterfalls                |                                                                    |
| 2022 | Encore ’22                | Eskobros                                                           |
| 2024 | Sting of a Scorpion       | Mart Vares                                                         |

## Sonderveröffentlichungen
| Jahr | Titel Musiklabel                     | Anmerkungen |
| ---- | ------------------------------------ | --- |
| 2005 | Silent Emotions Canyon International | Erstveröffentlichung: 16. November 2005 Best-of-Album mit Akustik- und Klassikaufnahmen; Veröffentlichung nur in Japan |

| Jahr | Titel Musiklabel                                            | Anmerkungen                                                                                           |
| ---- | ----------------------------------------------------------- | --- |
| 2005 | Traces of Sadness (Japanische Version) Canyon International | Erstveröffentlichung: 19. Januar 2005 erweiterte Fassung mit Bonus-DVD; Veröffentlichung nur in Japan |

## Promoveröffentlichungen
| Jahr | Titel Album                                                      | Anmerkungen |
| ---- | ---------------------------------------------------------------- | --- |
| 2003 | Ballroom Blitz –                                                 | Erstveröffentlichung: 2003 Original: The Sweet                                                                  |
| 2003 | Guitar and Old Blue Jeans / Vanad Teksad ja Kitarr Vanilla Ninja | Erstveröffentlichung: 2003                                                                                      |
| 2004 | Heartless Traces of Sadness                                      | Erstveröffentlichung: 24. Mai 2004 auch B-Seite von Liar                                                        |
| 2007 | Insane in Vain Love Is War                                       | Erstveröffentlichung: 26. Juni 2007 Airplay-Single in Estland                                                   |
| 2008 | Birds of Peace –                                                 | Erstveröffentlichung: Februar 2008 Beitrag zum Eesti Laul 2007; Veröffentlichung nur in Chile und Lateinamerika |
| 2008 | Crashing Through the Doors –                                     | Erstveröffentlichung: 9. Mai 2008 Verkäufe: 500 (limitiert); Original: Per Gessle – Spegelboll                  |

## Boxsets
| Jahr | Titel Musiklabel             | Anmerkungen                           |
| ---- | ---------------------------- | ------------------------------------- |
| 2005 | Single Collection BROS Music | Erstveröffentlichung: 25. Januar 2005 |

## Statistik

### Chartauswertung
|                     | DE    | AT    | CH    |
| ------------------- | ----- | ----- | ----- |
| Nummer-eins-Alben   | DE—DE | AT—AT | CH—CH |
| Top-10-Alben        | DE2DE | AT2AT | CH1CH |
| Alben in den Charts | DE4DE | AT4AT | CH5CH |

|                       | DE     | AT    | CH    |
| --------------------- | ------ | ----- | ----- |
| Nummer-eins-Singles   | DE—DE  | AT—AT | CH—CH |
| Top-10-Singles        | DE2DE  | AT1AT | CH—CH |
| Singles in den Charts | DE11DE | AT8AT | CH8CH |

### Auszeichnungen für Musikverkäufe
Anmerkung: Auszeichnungen in Ländern aus den Charttabellen bzw. Chartboxen sind in ebendiesen zu finden.
| Land/RegionAuszeichnungen für Musikverkäufe (Land/Region, Auszeichnungen, Verkäufe, Quellen) | Gold     | Platin | Verkäufe | Quellen           |
| -------------------------------------------------------------------------------------------- | -------- | ------ | -------- | ----------------- |
| Deutschland (BVMI)                                                                           | Gold1    | —      | 100.000  | musikindustrie.de |
| Österreich (IFPI)                                                                            | Gold1    | —      | 15.000   | ifpi.at           |
| Insgesamt                                                                                    | 2× Gold2 | —      |          |                   |